# Trabutina tenax
Trabutina tenax är en insektsart som först beskrevs av Borchsenius 1948.  Trabutina tenax ingår i släktet Trabutina och familjen ullsköldlöss. Inga underarter finns listade i Catalogue of Life.